# Stockella
Stockella is een geslacht van eenoogkreeftjes uit de orde van de Poecilostomatoida. De wetenschappelijke naam van het geslacht is voor het eerst geldig gepubliceerd in 2012 door Holroyd.

## Soorten
- Stockella indica (Sebastian & Pillai, 1974)